# Maria Wine
Karla Maria Petersen Lundkvist, conocida como Maria Wine (Copenhague, 8 de julio de 1912-Solna, Suecia, 22 de abril de 2003), fue una traductora, poetisa y escritora sueca de origen danés. Se convirtió en una de las poetisas más productivas y fascinantes de la posguerra e influyó en el modernismo sueco de la década del 40. Desde 1936 estuvo casada con el escritor Artur Lundkvist.

## Biografía
Maria Wine, seudónimo por el cual se conoce a Karla Petersen, nació en Copenhague el 8 de julio de 1912. Tuvo una infancia infeliz: a los cuatro años, su madre la dejó en el orfanato Jægerspris, donde la golpearon y enfermaron. A los diez años fue adoptada por su tía y su esposo alcohólico y tampoco encontró seguridad con ellos.
El punto de inflexión llegó en junio de 1936, cuando tenía veintitrés años, decidió viajar a la ciudad costera danesa de Rørvig durante las vacaciones, y en el viaje en tren conoció a su futuro esposo, el escritor sueco Artur Lundkvist. Comenzaron a intercambiar cartas y se casaron el 12 de diciembre de ese año en el Ayuntamiento de Copenhague.
Se mudó con él a su casa en Suecia, donde conoció el mundo literario. Alentada e inspirada por su esposo, comenzó a escribir ella también. Decidió escribir en sueco y eligió el nombre de Maria Wine por su segundo nombre y el apellido de su madre, Jensigne Wine.
Los dos se establecieron en Estocolmo y permanecieron juntos hasta la muerte de Lundkvist en 1991.
Falleció el 22 de abril de 2003 en una residencia de ancianos de Solna (municipio de Estocolmo). Está enterrada en el cementerio de Solna.
El parque Maria Wine en Råsunda lleva su nombre en su homenaje y presenta un busto de la escritora realizado en bronce por Britt-Marie Jern.

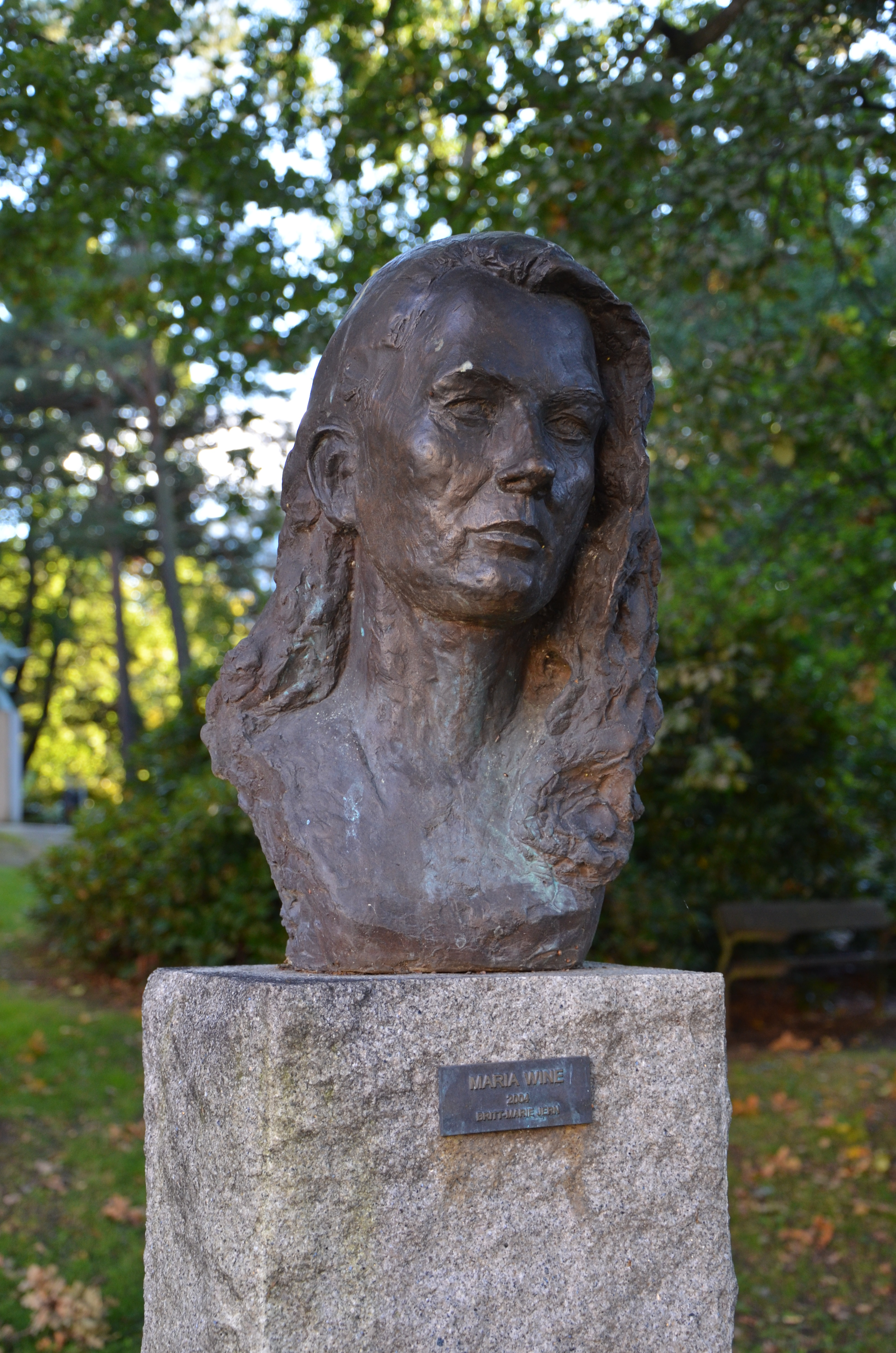
Busto de Maria Wine en el parque que lleva su nombre.

## Escritura
Su primera colección de poemas en danés fue rechazada por la editorial Gyldendals. Pero después de publicar bajo su seudónimo, se convirtió en una de las poetas de posguerra más productivas y fascinantes. Aunque su lenguaje visual a veces parece banal, su poesía deriva su fuerza de la sinceridad comunicada con éxito.
Debutó en 1942 con poemas en el calendario literario Horizon y publicó en 1943 su primera colección de poesía, Vinden ur mörkret ('El viento de la oscuridad'), que estuvo fuertemente influenciada por el modernismo. Con Feberfötter (1947), su escritura gradualmente se volvió más personal y profundamente dolorosa. 
Las experiencias traumáticas de la infancia influyeron en su escritura. Se reflejan en las novelas autobiográficas Man har skjutit ett lejon (1951) y Virveldans (1953). En Man har skjutit ett lejon, Wine cuenta los años que pasó en el orfanato y con sus padres adoptivos en Copenhague, y en Munspel under molnen ('Armónica bajo las nubes', 1956), describió sus viajes a diferentes partes del mundo.
Maria Wine, quien en su autobiografía Minnena Vakar (1994) relató la historia de su vida con Artur Lundkvist, se inspiró en el movimiento primitivista. "Fuiste tú quien despertó al poeta dormido dentro de mí", escribe Wine en Skuggan av molnet (1984).
El amor es un tema constante en los poemas de Wine: amor libre, erótico y sensual, devoción, pero también sus dificultades. En los poemas posteriores, la enfermedad y muerte de su esposo fueron el tema central.
También la soledad fue a menudo el punto de partida en la poesía de Maria Wine. Es una posición audaz y vulnerable que la obliga a hacer preguntas simples que exponen el poema a sí mismo como un ser humano, se detiene en pistas que se centran en la vulnerabilidad de la existencia humana.
Publicó 37 libros. Escribió fundamentalmente poesía, aunque ha publicado libros autobiográficos en prosa y otros de prosa poética.

## Libros
- 1943 – Vinden ur mörkret
- 1945 – Naken som ljuset
- 1947 – Feberfötter
- 1948 – Ring i ring
- 1950 – Född med svarta segel
- 1951 – Man har skjutit ett lejon
- 1953 – Virveldans
- 1954 – Dikter 1942–1950
- 1954 – Stenens källa
- 1956 – Munspel under molnen
- 1957 – Kanskes osäkra båt
- 1958 – En bortkastad ros
- 1959 – Skönhet och död
- 1961 – Vinge
- 1961 – Kärlek i svart och rött
- 1963 – Jag i andra
- 1964 – Talar fågel, talar jag
- 1965 – Byta daggkåpa
- 1967 – Svarta serenader
- 1969 – Skärvor av pärlemor
- 1970 – Där skönheten tigger sitt bröd
- 1971 – Djurkrets
- 1973 – Vredens och kärlekens hand
- 1975 – Nattlandia
- 1976 – Resor i glädje och fruktan
- 1977 – Svårmodets mod
- 1978 – Tala! Jag lyssnar
- 1979 – Lövsus i moll
- 1982 – Under höstens stjärnor
- 1984 – Skuggan av molnet
- 1985 – Kärleken: den ljusa, den mörka
- 1987 – Den bevingade drömmen
- 1991 – Men ändå en glädje
- 1994 – Minnena vakar
- 1997 – Utan längtan – inget liv
- 2001 – Dikter i urval 1942–2000

### Traducciones realizadas
- 1948 – Afrikansk negerdiktning: ordspråk och dikter, berättelser och sägner (tolkade av Carl Kjersmeier, översatt från danskan av Maria Wine, Norstedt)

- 1977 – Siv Cedering Fox: En dryck kallt vatten (Coeckelberghs)

### Obras traducidas al español
- Antología / Maria Wine ; versión de Justo Jorge Padrón. Barcelona : Plaza & Janés,1977. ISBN 84-01-81028-0.[14]

- La incierta nave del quizá / Maria Wine ; traducción, selección y prólogo de Francisco J. Uriz. Zaragoza : Libros del Innombrable, 2002. ISBN 84-95299-32-1.[13]

## Premios y reconocimientos
- 1954 – Boklotteriets stipendiat
- 1970 – Litteraturfrämjandets stipendiat
- 1976 – Bellmanpriset[6]
- 1985 – Ferlinpriset
- 1998 – Gustaf Fröding-sällskapets lyrikpris[15]
- 2002 – Professors namn